# Yingaresca bowditchi
Yingaresca bowditchi là một loài bọ cánh cứng trong họ Chrysomelidae. Loài này được Blackwelder miêu tả khoa học năm 1923.